# Guaranteed to Disagree
Guaranteed to Disagree è il primo EP del gruppo musicale statunitense We Are the In Crowd,pubblicato l'8 giugno 2010 dalla Hopeless Records.
Il titolo è tratto da una frase del brano Both Sides of the Story.

## Tracce
1. Carry Me Home – 2:55
2. Never Be What You Want (feat. Will Pugh) – 3:16
3. Both Sides of the Story – 3:00
4. Lights Out – 3:22
5. We Need a Break – 3:12
6. For the Win – 3:21
7. Calendar Pages – 3:24

Traccia bonus nell'edizione iTunes
1. For the Win (Acoustic) – 3:29

## Formazione
We Are the In Crowd
- Tay Jardine - voce, tastiere
- Cameron Hurley - chitarra solista, cori
- Jordan Eckes - voce, chitarra ritmica
- Mike Ferri - basso
- Robert Chianelli - batteria, percussioni

Produzione
- Zack Odom - produzione, ingegneria acustica e mixaggio
- Kenneth Mount - produzione, ingegneria acustica e mixaggio
- Paul Leavitt - ingegneria acustica in Never Be What You Want e For the Win
- Alex Gut - ingegneria acustica in For the Win
- Tom Baker - masterizzazione presso Precision Mastering, Hollywood
- Brian Manley - artwork e design
- Tom Falcone - fotografia